# Cemitério Rakowicki
O Cemitério Rakowicki (em polonês/polaco:  Cmentarz Rakowicki) é um dos mais conhecidos cemitérios da Polônia, localizado na rua Rakowicka 26, no centro de Cracóvia. Fundado no início do século XIX, quando a região era parte da Polônia Austríaca, o cemitério foi expandido diversas vezes, tendo atualmente uma área de 42 hectares. Diversos cracovianos notáveis estão sepultados neste cemitério, como os pais do Papa João Paulo II.

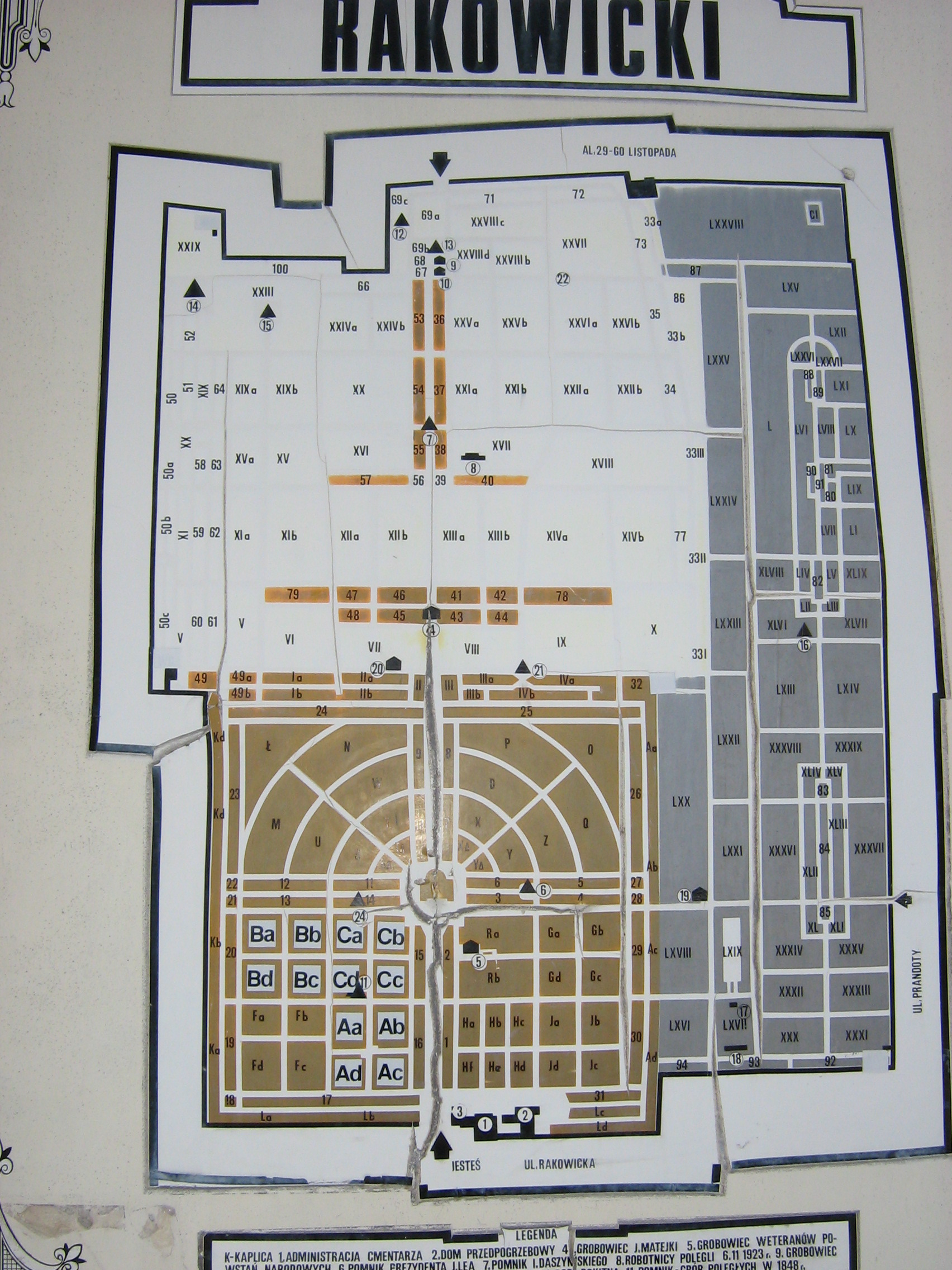
Mapa do cemitério

O cemitério Rakowicki foi construído em 1800-1802 em uma propriedade na vila de Prądnik Czerwony, originalmente em uma área de apenas 5,6 ha. Foi usado pela primeira vez em meados de janeiro de 1803. O novo cemitério surgiu devido a uma proibição governamental relacionada à saúde pública para enterros em cemitérios de igrejas antigas dentro da cidade. O terreno foi comprado por 1.150 złotys do mosteiro dos Carmelitas Descalços de Czerna, e construído com fundos da cidade e das aldeias vizinhas (incluindo alguns distritos futuros de Cracóvia): Rakowice, Prądnik Czerwony e Biały, Olsza, Grzegórzki, Piaski, Bronowice, Czarna Village, Nowa Village, Krowodrza e Kawiory, todos recebendo o direito de lá enterrar seus mortos. O primeiro funeral ocorreu em 15 de janeiro de 1803, com o enterro de um jovem de 18 anos chamada Apolonia, da família Lubowiecki da propriedade de Bursikowa.
Em 1807 foi cavado o primeiro poço e em 1812 foi construída a primeira grande cruz, custeada com contribuições públicas. O cemitério de Rakowicki foi ampliado repetidamente ao longo dos anos. A primeira expansão ocorreu em 1836, quando 100% mais terras foram compradas de frades carmelitas por 5.000 zlotys. O projeto da nova parte do cemitério foi encomendado ao arquiteto Karol R. Kremer, chefe do departamento de construção urbana, que lhe deu a forma de um parque municipal. O muro circundante foi feito com tijolos e pedras obtidas na demolida Igreja de Todos os Santos. O cemitério recém-construído foi abençoado em 2 de novembro de 1840. A primeira capela foi erguida em 1862, seis anos após a emissão da licença austríaca. Em 1863 a cidade comprou mais terras dos frades carmelitas - e de Walery Rzewuski - no lado oeste do cemitério, e ali enterrou vítimas da epidemia de 1866. Em 1877 o novo centro administrativo foi construído junto com o necrotério. A expansão seguinte ocorreu dez anos depois, no outono de 1886. Nesta nova seção, o pintor Jan Matejko foi lá enterrado, entre outras personalidades notáveis.
Entre 1933 e 1934 o cemitério foi alargado na sua extremidade norte, atravessando uma antiga base militar, sendo eliminada uma rua da cidade. Em 1976, foi finalmente incluído na lista de patrimônios locais e, em 1979, foi o último lugar visitado pelo Papa João Paulo II durante sua primeira visita papal de 2 a 10 de junho à sua terra natal.

## Significância cultural

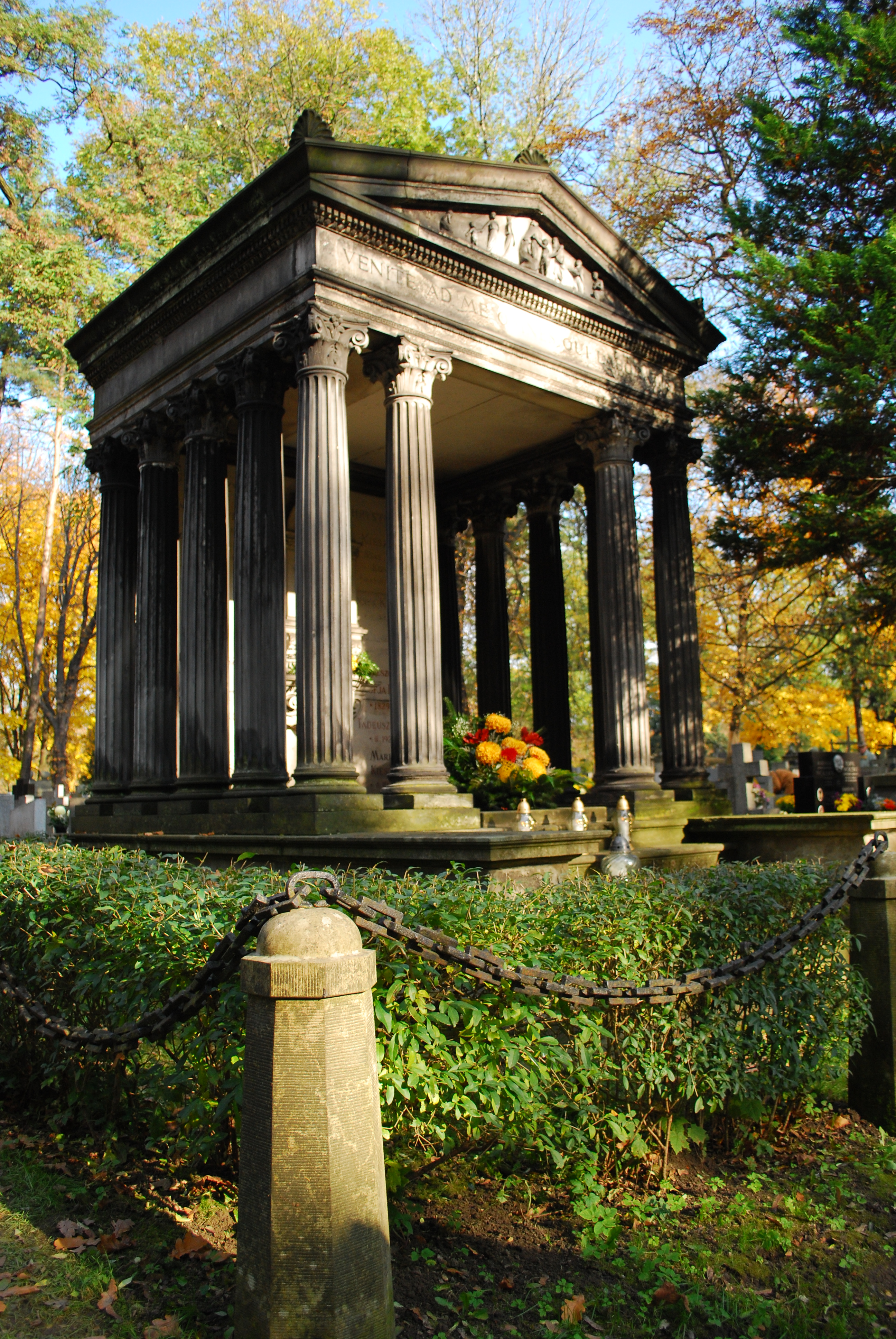
Uma sepultura ornamentada em forma de templo grego

A necrópole é um local de sepultamento dos cidadãos comuns da cidade, bem como de heróis nacionais: escritores famosos, cientistas, representantes de famílias nobres, lutadores pela independência, ativistas políticos e sociais, líderes e participantes de movimentos de independência poloneses e insurreições e veteranos de duas guerras mundiais do século XX, entre outras. O nome Cemitério Rakowicki deriva do nome da rua Rakowicka, outrora uma estrada suburbana que conduzia à aldeia de Rakowice, a 2 km de distância.

## Layout
No cemitério há seções especiais destinadas aos túmulos dos participantes dos levantes nacionais poloneses, como o Levante de Novembro, a Revolta de Janeiro e o Levante de Cracóvia. Vítimas da Primeira Guerra Mundial estão enterradas neste cemitério, incluindo soldados etnicamente poloneses recrutados em todos os três exércitos imperiais: austríaco, russo e prussiano - a maioria dos quais morreu em hospitais locais. Estão sepultados membros das Legiões Polonesas da Primeira Guerra Mundial; os participantes da 2.ª Brigada da Legião Polonesa; os trabalhadores mortos durante as greves de 1936; vítimas da Segunda Guerra Mundial, incluindo soldados da Invasão da Polônia de setembro de 1939. Todos os pilotos aliados abatidos na Polônia estão enterrados neste cemitério, incluindo aqueles originalmente enterrados em Varsóvia, junto com centenas de vítimas da Comunidade das Nações e prisioneiros de guerra que morreram durante a ocupação alemã. Partisan poloneses, vítimas de crimes nazistas; e soldados soviéticos que morreram durante o ataque anti-alemão a Cracóvia em 1945, estão enterrados neste local. A Commonwealth War Graves Commission (CWGC) mantém os túmulos da Commonwealth.

## Importância nacional
O cemitério é um monumento nacional de grande valor histórico e artístico. Suas lápides e mausoléus selecionados são obras de arquitetos famosos, entre eles Teofil Żebrawski, Feliks Księżarski, Sławomir Odrzywolski, Jakub Szczepkowski, bem como escultores como Konstanty Laszczka, Tadeusz Błotnicki, Wacław Szymanowski, Karol Hukana e outros. Em 1981 foi fundado um Comitê Público para a Preservação de Cracóvia (Obywatelski Komitet Ratowania Krakowa - OKRK), com um subcomitê especial para a salvação dos cemitérios de Cracóvia e outros locais de patrimônio regional. O OKRK está organizando uma coleção anual para a restauração de tumbas e lápides históricas. Os trabalhos estão sendo realizados simultaneamente no Cemitério de Rakowicki e no Cemitério de New Foothill (com a cooperação da Associação Podgórze.pl). O OKRK está organizando uma campanha anual de doações, arrecadando fundos para a renovação de túmulos históricos e monumentos públicos. Os fundos públicos são usados para a restauração de túmulos em deterioração sem proprietários.

## Pontos de interesse

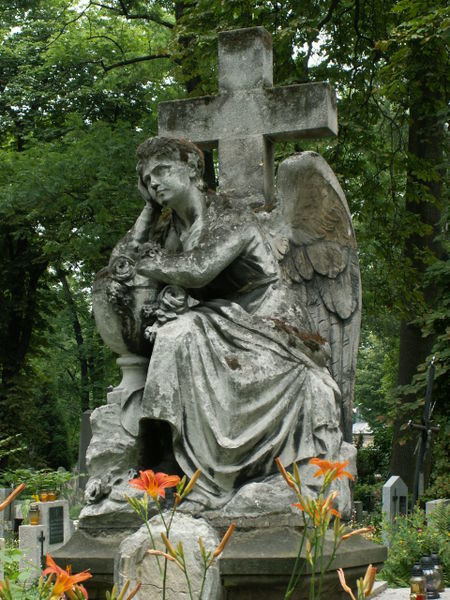
Estátua funerária
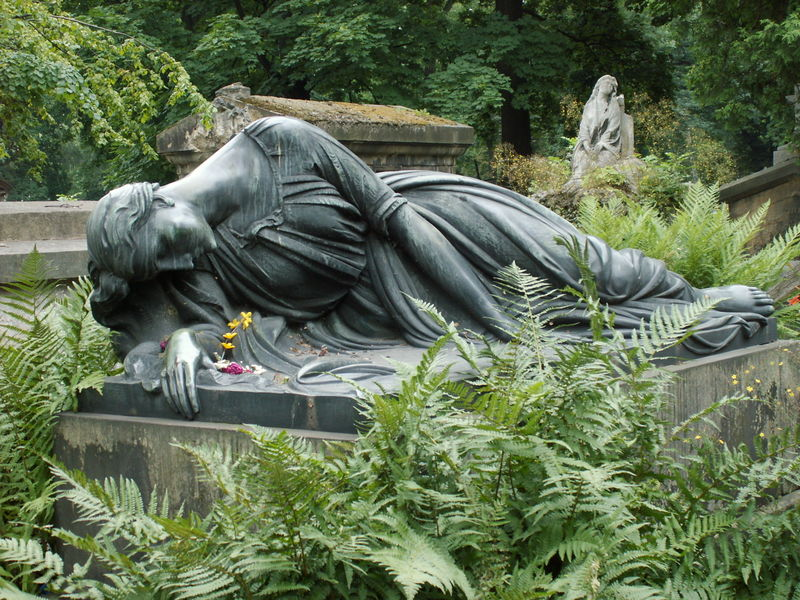
Estátua funerária
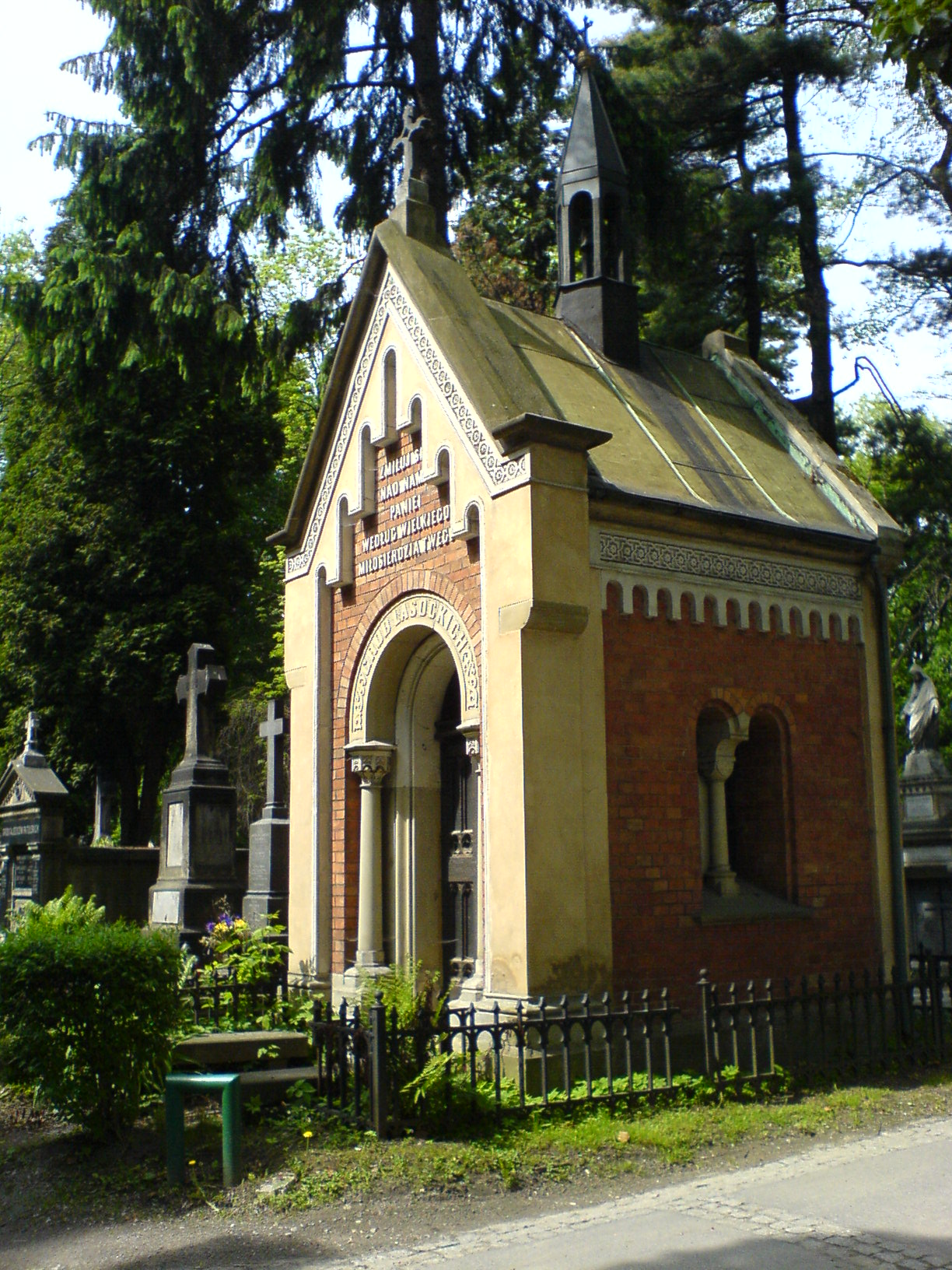
Tumba da Família Lasocki
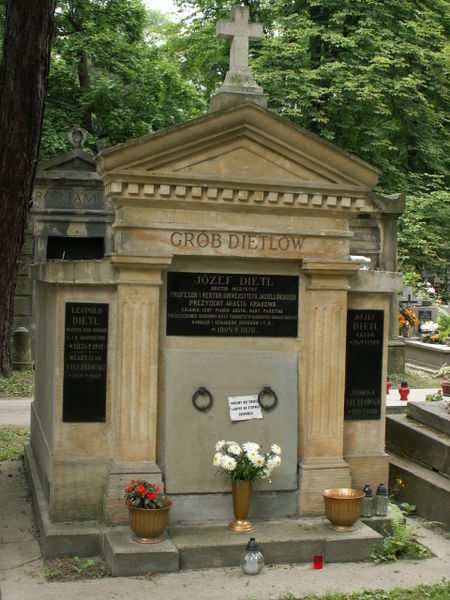
Tumba da família Dietl
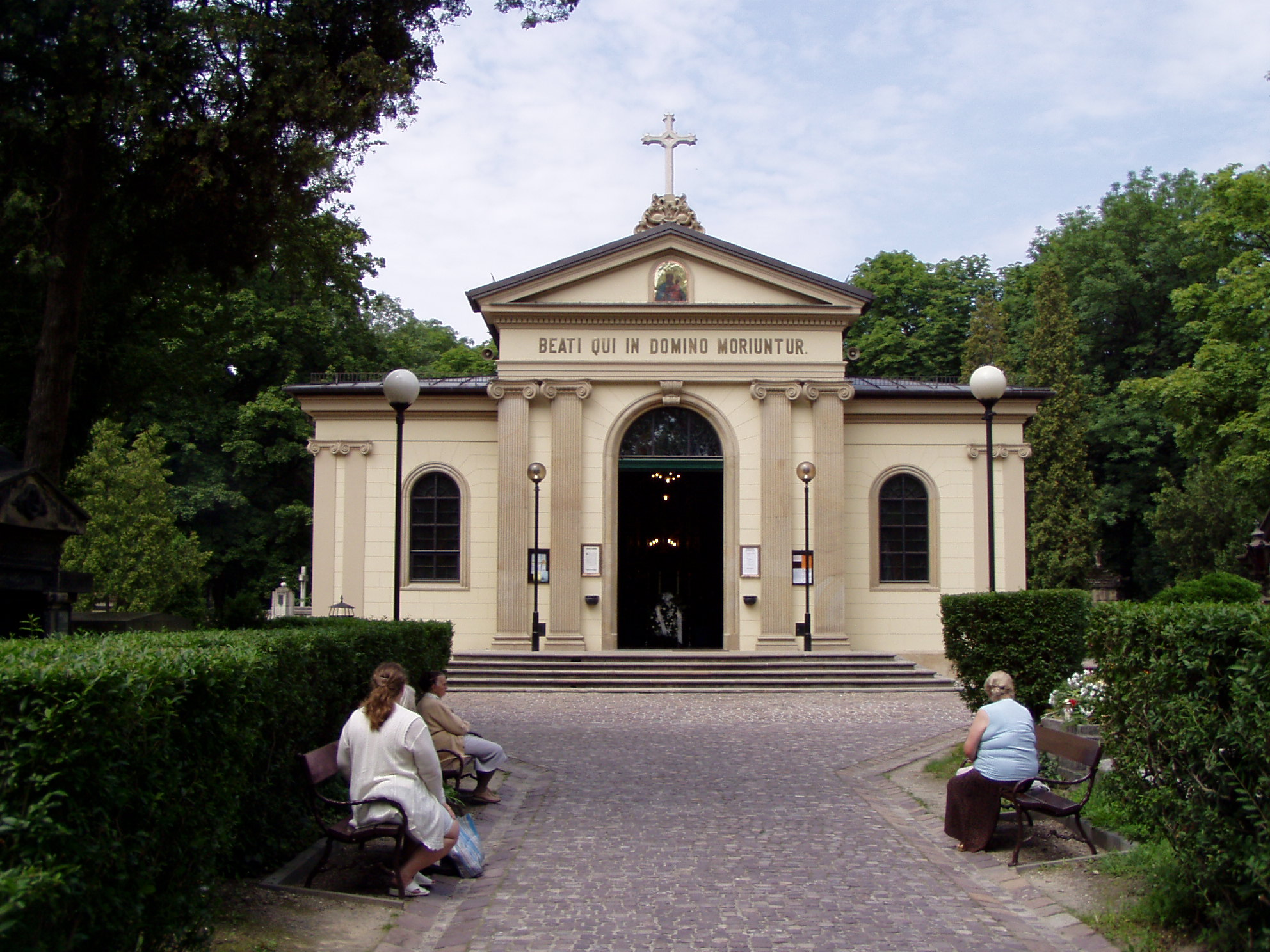
Capela da Ressureição
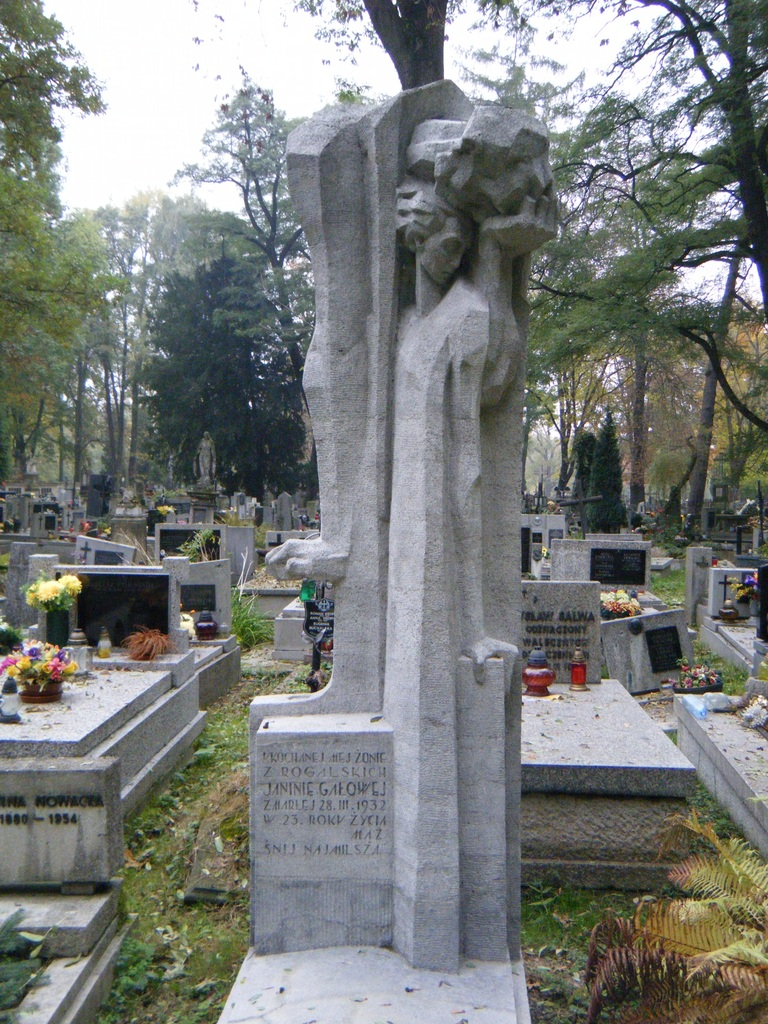
Tumba de Janina Gałowa, Estátua de Gosławski (1932)
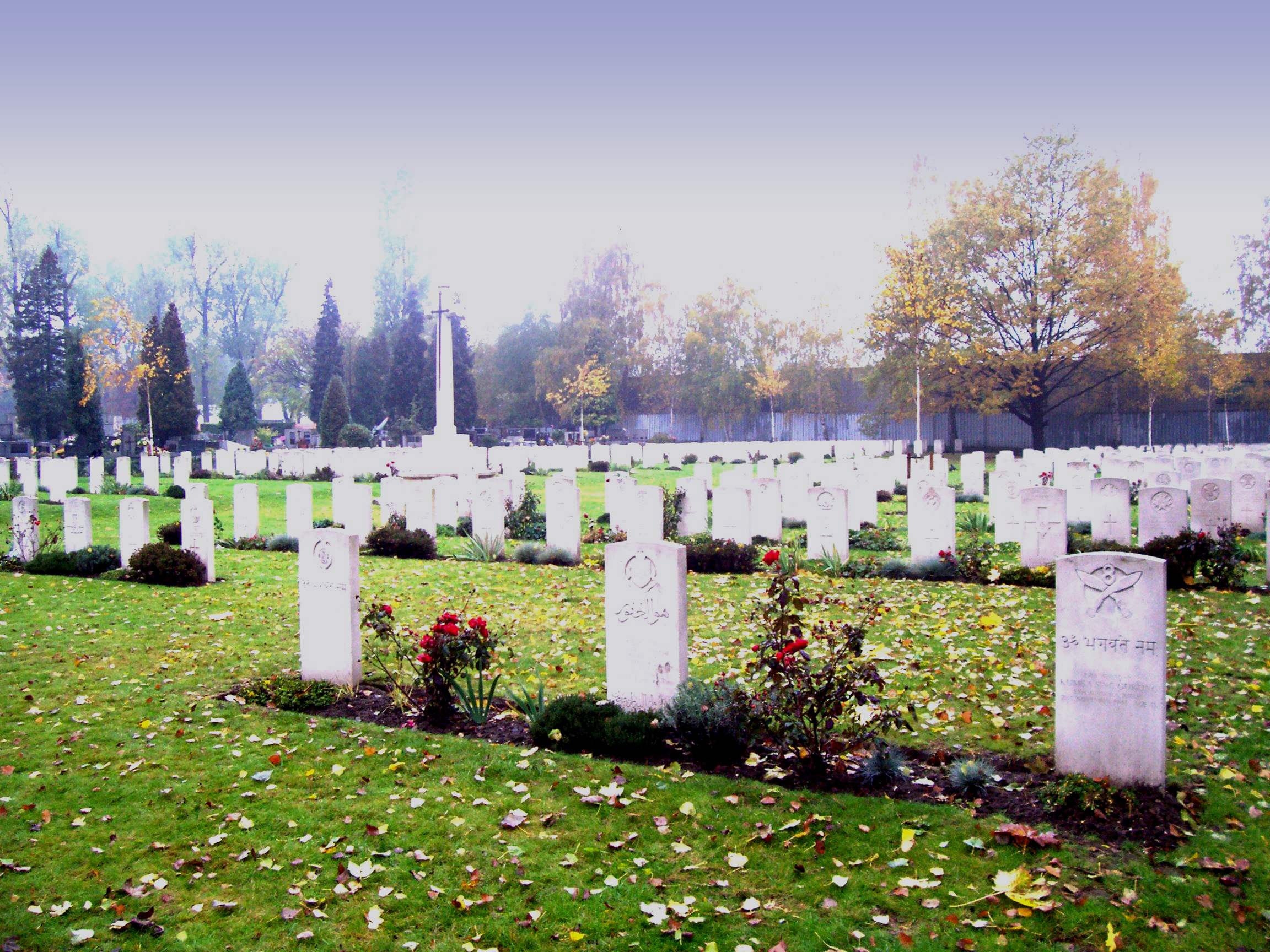
Túmulos de pilotos aliados abatidos sobre a Polônia
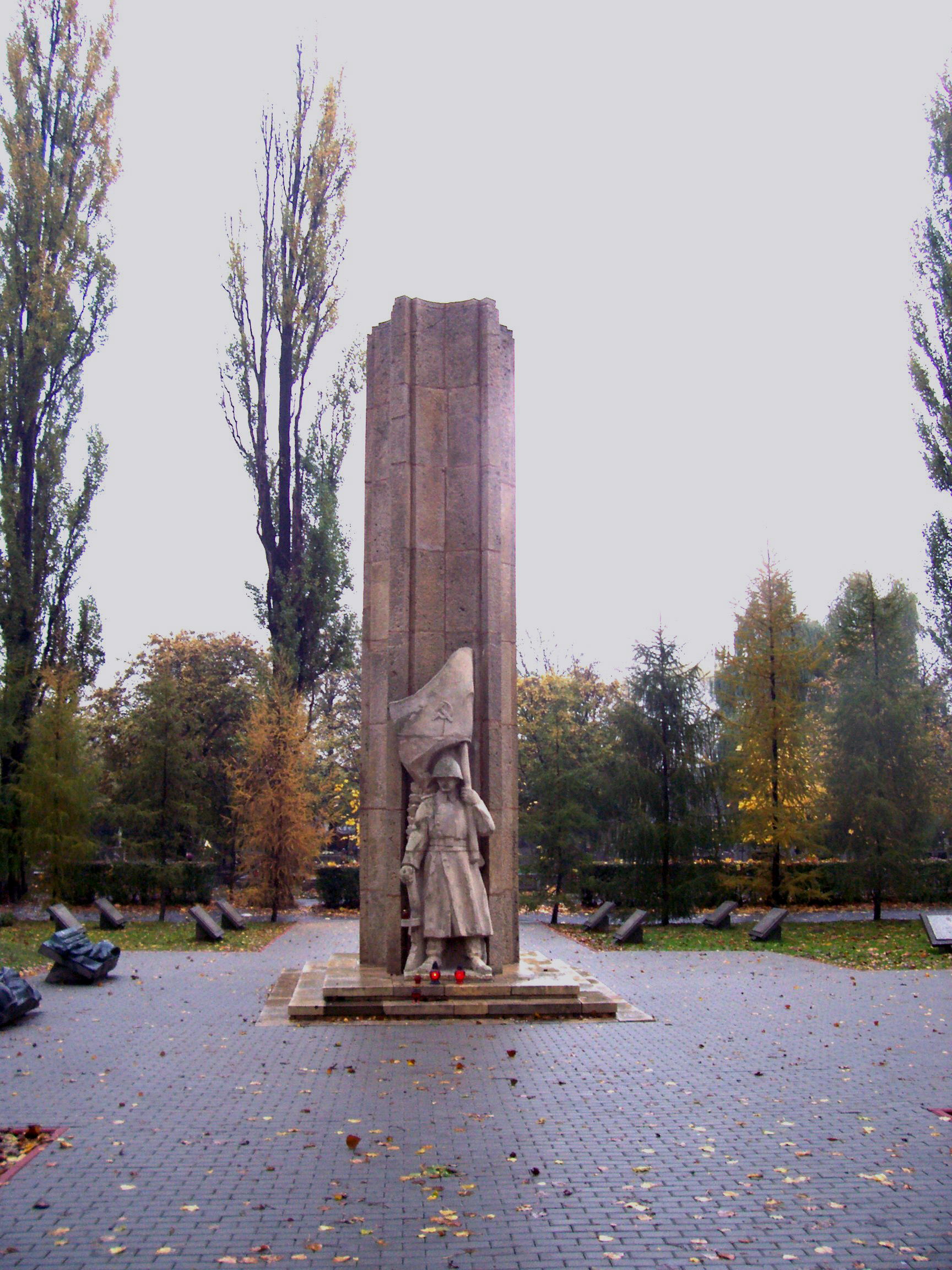
Vítimas soviéticas da operação Cracóvia de 1945
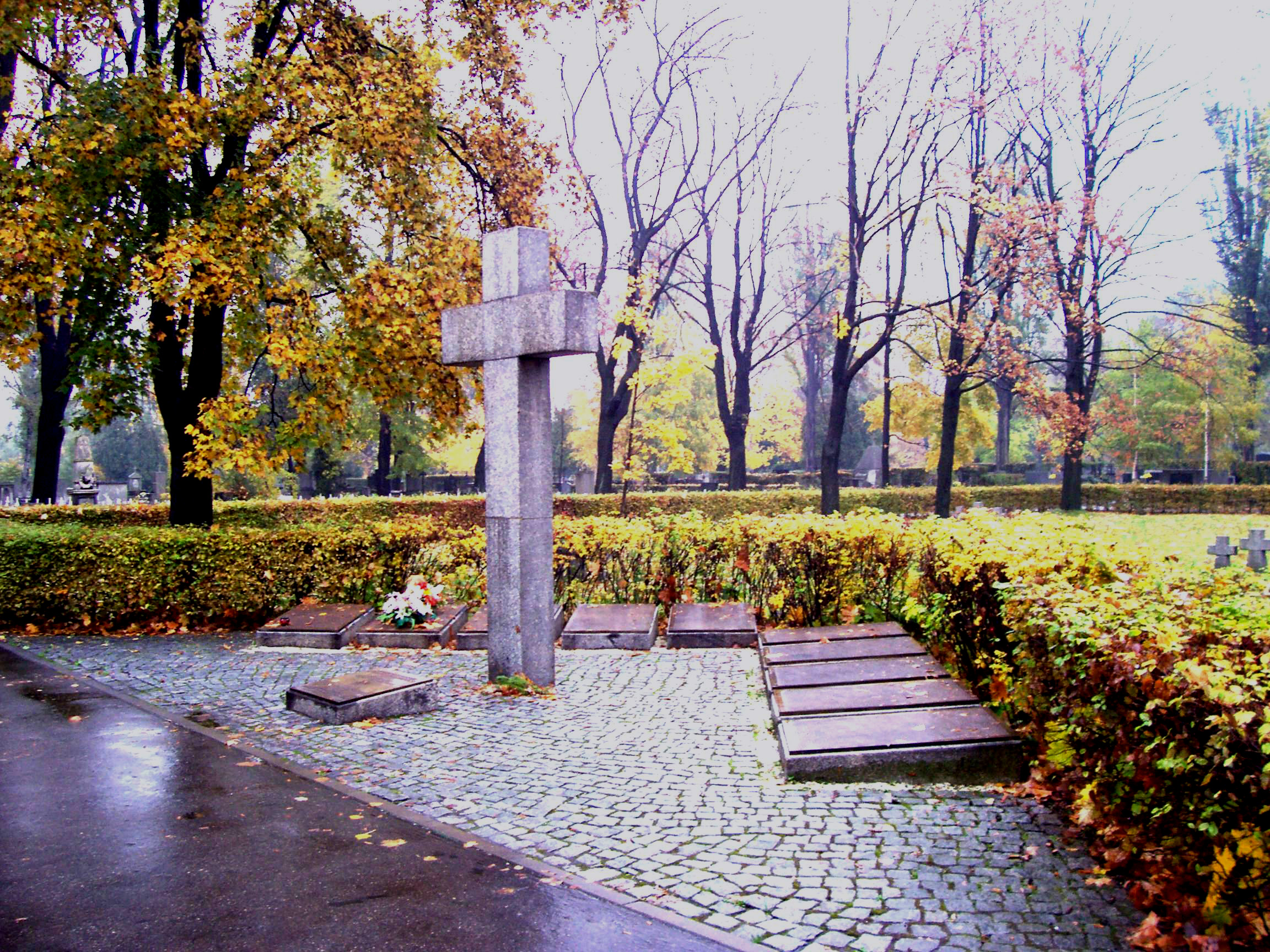
Soldados alemães da SS e da Wehrmacht
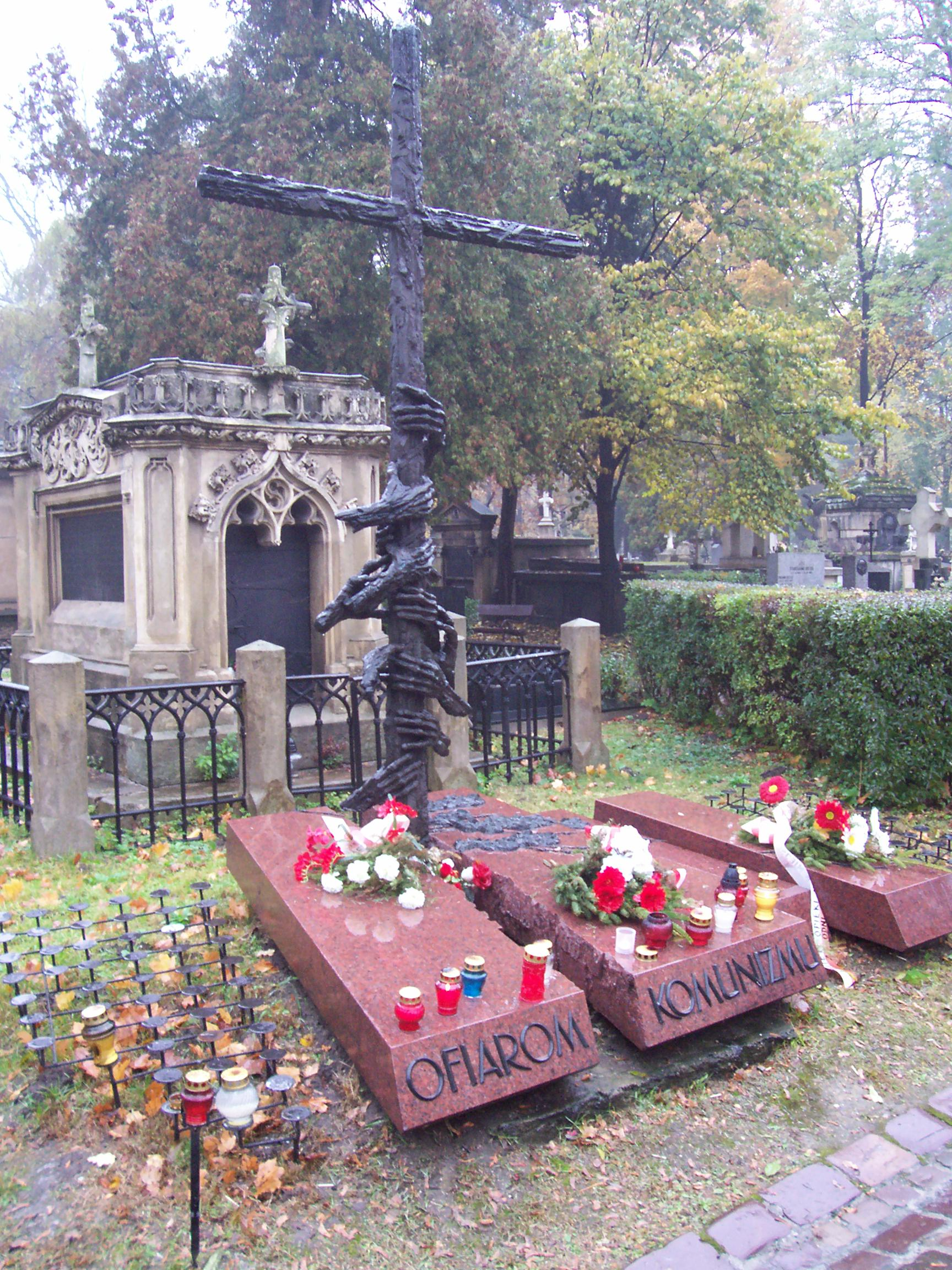
Monumento às vítimas polonesas do comunismo